# 中曼徹斯特 (英國國會選區)

選區在大曼徹斯特的位置

中曼徹斯特（英語：Manchester Central），英國國會一自治市選區，包括大曼徹斯特郡曼徹斯特市中心。首設於1974年。
本區一直支持工黨。現任當區議員為1997年首次當選的托尼·勞埃德。他在2010年大選中的以52.7%選票勝出該區連任。